# 金人 (翻译家)
金人（1910年—1971年），原名张君悌，曾用名田风，男，直隶（今河北）南宫人，中国翻译家，主要从事苏联文学翻译工作。代表译作为《静静的顿河》。